# 縦型精米機
縦型精米機（たてがたせいまいき）とは、1930年（昭和5年）ごろに登場した、精米機の構造上の一種。元来は酒造用に利用されていたが、現在は食用米用にも利用されている。

## 概要
いわゆる「お米屋さん」でよく見かける、一般家庭で消費される食用米を精白するための横型精米機とは、構造も機能もまるで異なる。酒造用に用いる精白割合の高い白米を得るには、この縦型精米機を使用する必要がある。
この縦型精米機の出現によって、1930年代の精米技術は革新的な進歩を遂げ、ひいては1980年代の吟醸酒の大量生産を可能にした。
なお現在では、食用米の精白には従来の横型精米機に加え、この縦型精米機も使用される。

## 構造
たいていは高さ10mほど、幅5mほどの縦長の筒形で、内部には金剛ロールという砥石が貼りつけられている。金剛ロールは通常、粗細のレベルから二段に分かれている。精米作業の初期段階には、目の粗い方の金剛ロールを高速回転して玄米を除芽し、生じる摩擦熱により米が割れかねないほど小さくなる作業後期には、目の細かい方の金剛ロールを低速回転させて、米の中心部分である心白へ向かってゆっくりと削りをかけていく。
内部の米がどのような状態になったらどういう砥石でどういうスピードで精米するのか、というのはそれぞれの酒蔵にとっては企業秘密に近い重要なノウハウであるが、最近ではそれをコンピュータの中にプログラミングして、精米をコンピュータによって管理しているところも多くなってきた。